# Калнберзинь, Ян Эдуардович
Ян Эдуа́рдович Калнбе́рзинь (также встречается — Калнберзиньш; латыш. Jānis Kalnbērziņš, партийная кличка — Заяц; 5 [17] сентября 1893, Катлакалнская волость, Лифляндская губерния, Российская империя — 4 февраля 1986, Рига, Латвийская ССР, СССР) — советский государственный и партийный деятель. Герой Социалистического Труда (1963).
Кандидат в члены Президиума ЦК КПСС (1957—1961), первый секретарь ЦК КП Латвии (1940—1959). Член КПСС с 1917 года.

## Биография
Родился в семье рабочего в Катлакалнской волости Лифляндской губернии (ныне Латвия).

### Деятельность
В 1919 году участвовал в борьбе за советскую власть в Латвии, после поражения ЛССР с отрядом ушёл в РСФСР. В составе 8-го полка латышских стрелков участвовал в Гражданской войне на южном фронте.
С 1923 по 1925 года учился  в Коммунистическом университете национальных меньшинств Запада имени Ю. Ю. Мархлевского. В 1925 году прервал учёбу и отправился в Латвию, чтобы заниматься подпольной деятельностью. Через три года он вернулся в Советский союз и в 1929 году окончил университет.
С 1931 по 1933 годы также учился в Институте Красной профессуры.
С 1936 года снова находился в Латвии и работал в уже запрещённой компартии Латвии. В 1939 году Латвийская полиция поймала Яна и его единомышленников. Следующий год он проведёт в тюрьме.
В 1940—1959 годах — первый секретарь ЦК КП(б) Латвии. Во время Великой Отечественной войны был членом Военного совета Северо-Западного фронта. В 1951 году добился снятия с рижской кафедры православного митрополита Вениамина (Федченкова).
В 1940—1951 годах — одновременно первый секретарь Рижского горкома КП(б) Латвии.
16 марта 1946 года первый секретарь Компартии Латвии Я. Калнберзин и глава правительства В.Лацис обратились с письмом к заместителю председателя советского правительства В. М. Молотову в котором просили пересмотреть вопрос о коллаборационистах, за которыми нет ничего другого кроме службы в легионах СС,— не поселять в северных районах СССР, а вернуть в Латвийскую ССР к своим семьям и хозяйствам.
Соответствующее решение менее чем через месяц было подготовлено и 13 апреля принято Постановление Совета Министров СССР № 843-342сс «О возвращении на родину репатриантов — латышей, эстонцев и литовцев».
После «разгрома национал-коммунистов» в 1959 году был отстранён от поста первого секретаря ЦК КПЛ.
В 1959—1970 годах — председатель Президиума Верховного Совета Латвийской ССР и одновременно с 1960 заместитель Председателя Президиума Верховного Совета СССР.
Член РСДРП(б) с 1917 года. Член ЦК КПСС в 1952—1971, кандидат с 1941 года. Кандидат в члены Президиума ЦК КПСС в 1957—1961.
Депутат Верховного Совета СССР 1—7-го созывов, член Президиума Верховного Совета СССР (1950—1954). С 1970 года — на пенсии. Решением Совета министров СССР Яну Эдуардовичу была назначена персональная пенсия в размере 400 рублей — на уровне союзных министров.
Похоронен на кладбище Райниса в Риге.

## Семья
1-й брак — Илга Петровна Калнберзиня (ум. 1942). В 1940 году в Москве Илга Петровна была арестована и, по некоторым данным, погибла в Бутырской тюрьме. Детей отправили в детские дома. Они смогли встретиться с отцом только после Великой Отечественной войны.
Сын — Роберт (род. 1932), полковник, кандидат технических наук, занимался поставками вооружения из СССР в дружественные африканские и арабские страны. Дочери — Рита (1929—2001), кандидат филологических наук, Илга (1936—1989). Внуки (дети Роберта) — Ян и Мария живут в Москве.
Во втором браке с Яной Владиславовной Калнберзиня (урожд. Гудриниеце) родились дочери Велта (род. 1948) — доктор филологических наук, профессор кафедры английского языкознания филологического факультета МГУ, бывшая жена писателя-сатирика Михаила Задорнова и Александра, кандидат технических наук.

## Награды
- Герой Социалистического Труда (16.09.1963)
- семь орденов Ленина

1. 28.06.1945
2. 31.05.1946
3. 20.07.1950
4. 16.09.1953 — в связи с 60-летием со дня рождения и отмечая заслуги перед Советским государством
5. 15.02.1958
6. 16.09.1963 — к званию Герой Социалистического Труда
7. 01.10.1965

- орден Октябрьской Революции (16.09.1968)
- орден Отечественной войны I степени (01.02.1945)
- два ордена Трудового Красного Знамени (15.09.1978; 16.09.1983)
- орден Дружбы народов (14.09.1973)
- орден «Знак Почёта» (09.09.1971)
- медали «За трудовую доблесть» (25.12.1959), «За победу над Германией в Великой Отечественной войне 1941—1945 гг.» (09.05.1945)[12] и другие медали СССР

## Память
- Имя Яна Калнберзиня носило рефрижераторное судно Латвийского морского пароходства.
- С 1986 по 1991 год имя Яна Калнберзина носила улица в Риге (ныне — улица Анниньмуйжас).